# Kevin Mac Allister
Kevin Mac Allister (Buenos Aires, 7 november 1997) is een Argentijns voetballer die sinds 2023 onder contract ligt bij Union Sint-Gillis.

## Carrière
Mac Allister maakte op 27 februari 2016 zijn officiële debuut in het eerste elftal van Argentinos Juniors: in de competitiewedstrijd tegen Club Estudiantes de La Plata (4-1-verlies) kreeg hij meteen een basisplaats. Mac Allister speelde dat seizoen uiteindelijk vier competitiewedstrijden voor Argentinos Juniors, dat dat seizoen uit de Primera División degradeerde. In 2017 promoveerde hij met de club weer naar het hoogste niveau.
In januari 2019 leende Argentinos Juniors hem uit aan Boca Juniors, de club waar zijn vader Carlos in de jaren '90 enkele jaren voetbalde. Mac Allister speelde er slechts twee competitiewedstrijden. Nadien speelde hij nog meer dan honderd officiële wedstrijden voor Argentinos Juniors.
In juli 2023 verhuisde hij naar de Belgische eersteklasser Union Sint-Gillis, die dezelfde eigenaar heeft als Brighton & Hove Albion FC, de ex-club van zijn broer Alexis.

## Erelijst
| Competitie         |                    |                    |                    |                    |
| Competitie         | Aantal             | Jaren              |                    |                    |
| Argentinos Juniors | Argentinos Juniors | Argentinos Juniors | Argentinos Juniors | Argentinos Juniors |
| ------------------ | ------------------ | ------------------ | ------------------ | ------------------ |
| Primera B Nacional | 1x                 | 2016/17            |                    |                    |
| Union Sint-Gillis  |                    |                    |                    |                    |
| Beker van België   | 1×                 | 2023/24            |                    |                    |
| Belgische Supercup | 1x                 | 2024               |                    |                    |

## Privé
- Mac Allister is de zoon van Carlos Mac Allister, die in 1993 driemaal uitkwam voor Argentinië. Ook zijn oom Patricio Mac Allister was voetballer.
- Mac Allister is de jongere broer van Francis Mac Allister en de oudere broer van Alexis Mac Allister, die in 2022 wereldkampioen werd met Argentinië. Met allebei zijn broers speelde hij nog samen bij Argentinos Juniors.

1 Chambaere ·
4 Rasmussen ·
5 Mac Allister ·
6 Van De Perre ·
7 Kabangu ·
8 Lazare ·
9 Ivanović ·
10 El Hadj ·
11 Teklab ·
12 David ·
13 Rodríguez ·
14 Imbrechts ·
15 Traoré ·
16 Burgess ·
19 François ·
21 Castro-Montes ·
23 Boufal ·
24 Vanhoutte ·
25 Khalaili ·
26 Sykes ·
27 Sadiki ·
28 Machida ·
48 Leysen ·
49 Moris  ·
77 Fuseini ·
85 Dony ·
Coach: Pocognoli
· Assistent-coach: Meert
· Assistent-coach: Kopyt
· Keeperstrainer: Hermans